# Juan Logar
Pour les articles homonymes, voir Logar.
Juan Logar, né Juan López García en 1934, est un acteur de doublage et un réalisateur espagnol.
Il est comédien de théâtre dès son plus jeune âge dans les années 1940, jouant dans Sor Angélica ou Los granujas et fait partie de l'équipe de certains films tournés par Ignacio Iquino ou Llorenç Llobet-Gràcia (ca). Dans les années 1950, il rejoint l'équipe de la Radio Nacional de España et joue le rôle de doubleur aux Estudios Fono España, faisant la voix espagnole de Jerry Lewis ou Benny Hill
Dans les années 1960, il fonde sa propre société de production Logar PC. En 1965, il fait ses débuts en tant que scénariste et réalisateur avec le court métrage Las vidas que tú no conoces. Plus tard, il réalisera quelques films d'épouvante comme Trasplante de un cerebro (ca) (1970) ou Autopsia (ca) (1973), qui reçoivent quelques prix. Il réalise aussi un film à la croisée de plusieurs genres dont le giallo avec Deux Mâles pour Alexa (1971), avec Rosalba Neri et Curd Jürgens. Il ne réalisera à nouveau qu'en 1981, avec le film Quiero soñar destiné aux adolescents. En 2013, il revient à la réalisation avec la comédie Aún hay tiempo, avec Ramón Langa et María Kosti

## Filmographie
- 1965 : Las vidas que tú no conoces (court métrage)
- 1969 : El perfil de satanás
- 1970 : Trasplante de un cerebro (ca)
- 1971 : Deux Mâles pour Alexa (Fieras sin jaula)
- 1973 : Autopsia (ca)
- 1981 : Quiero soñar
- 2013 : Aún hay tiempo

## Récompenses
- Premis del Sindicat Nacional de l'Espectacle de 1970 : prix du meilleur acteur (Simón Andreu) pour Trasplante de un cerebro (ca)[3].
- Premis del Sindicat Nacional de l'Espectacle de 1973 : deuxième prix du meilleur film pour Autopsia (ca)[4].